# Юань ши
Юань-ши (кит. упр. 元史, пиньинь yuánshǐ) — одна из 24-х официально признанных официальных историй Китая, повествующая о Юаньской династии.
По установившемуся обыкновению, история династии пишется сменившей её династией. История династии Юань была составлена под руководством Сун Ляня (1310—1381), конфуцианского учёного и литератора, сподвижника первого императора династии Мин, Хунъу (правл. 1368-98).

## Структура
«Юань ши» содержит в себе изложение событий царствования императоров предыдущей династии (то есть Юань) в хронологическом порядке, описания обрядов и обычаев, состояния администрации, военного дела, экономики и торговли, географии, календаря, наук и искусств в период от Чингисхана и до последнего императора Юань, а также сведения о других народах, с которыми имела контакты династия. Следуя традиции Ши цзи (1 в. до н. э.) и последующих хроник, материал оформлен в четыре классических раздела:
- «Бэньцзи» 本紀 — «Основные записи», собственно анналы правлений монгольских ханов;
- «Бяо» 表 — «Таблицы»: хронологические и генеалогические таблицы;
- «Чжи» 志 — «Трактаты» или монографические работы о разных областях жизни и администрации государства при данной династии;
- «Лечжуань» 列傳 — «Жизнеописания знаменитых»: биографии всех выдающихся деятелей того времени.

Составители «Юань ши» довольно мало писали от себя, в основном они редактировали и компилировали тексты на китайском языке, созданные в период Юань. Причем их редакторская работа была иногда сведена к минимуму — в тексте «Юань ши» сохранено очень много оригинальных документов юаньской эпохи (указов императоров, докладов правительственных органов, надгробных надписей на могилах выдающихся государственных деятелей Юань и т. д.).

## Составление
Текст «Юань ши» составлялся большим коллективом авторов, редакторов и сводчиков под общим руководством Сун Ляня и Ван Вэя (1321—1372). Работа была начата в марте 1369 г., то есть лишь через несколько месяцев после изгнания монголов из столицы Даду (Пекина). Уже через полгода текст династийной истории в составе 159 цзюаней был представлен императору. Однако эта работа была признана недостаточной и неполной, поэтому составление «Юань ши» было продолжено — были дописаны новые цзюани почти по всем разделам, скомпилированы со старыми и проведена редакторская работа по совмещению всего этого, итого в окончательной, второй, редакции «Юань ши» оказалось 210 цзюаней. В июле 1370 г. работа была окончена и одобрена императором. Поспешность написания «Юань ши» стала объектом поздней критики: так, Цянь Дасинь 錢大昕 (1728—1804, эп. Цин) отмечал, что среди династийных историй всех времён «Юань ши» является худшей по качеству.

## Русские переводы
На значение «Юань ши» для истории монголов рано обратили внимание отечественные исследователи: в 1829 г. первый перевод на русский язык (и вообще — впервые на европейский язык) фрагментов её первых трех цзюаней сделал и издал под названием «История первых четырёх ханов из Дома Чингисова» выдающийся русский китаевед о. Иакинф (Бичурин). Для того времени это было колоссальное достижение, намного опередившее европейскую синологию.
Однако бичуринский перевод «Юань ши» был совмещением пересказов отрывков «Юань ши» с переводами частей позднейшей, цинской, хроники «Тунцзянь ганму», которые вместе и составили «Историю первых четырёх ханов из Дома Чингисова».
Кроме того, в переводе о. Иакинфа некритически использовались некитайские слова и названия, которые исказила цинская комиссия по «исправлению имен в Ляо ши, Цзинь ши, Юань ши». Эта комиссия при императоре Цяньлуне (1736—1795) издала обязательный перечень «Цинь-дин Юань ши юй-цзе (Высочайшее утвержденные объяснения слов в Юаньши)», в соответствии с которым, были внесены огромные изменения в текст «Юань ши» цинских изданий, совершенно исказившие её первоначальный текст. По этой причине номенклатура собственных имен в переводе Бичурина должна быть подвернута пересмотру и исправлению. Более того, цинский печатный экземпляр «Юань ши», которым пользовался о. Иакинф, был весьма неисправен — не раз в тексте перевода сообщается, что данное место не удалось прочесть. Ввиду этого, в бичуринском переводе не оказалось не только некоторых слов и фраз, но и целых предложений и абзацев.
Позднее, в начале XX в., А. И. Иванов сделал переводы части фрагментов «Юань ши», в которых были упоминания о походах монголов на Русь и сведения об аланах. Эти переводы в определенной мере дополнили работы о. Иакинфа, но только по данным темам.
Впоследствии переводились на русский язык отдельные цзюани и фрагменты из «Юань ши» такими исследователями как Е. И. Кычанов (фрагменты, содержащие сведения о киргизах и кипчаках) и Н. Ц. Мункуев (цзюань 149 с биографией Елюй Чуцая и некоторые другие фрагменты).
В издании «Золотая Орда в источниках. Том третий. Китайские и монгольские источники», М. 2009, Р. П. Храпачевским осуществлен полный комментированный перевод анналов царствований Чингисхана, Угэдэя, Гуюка и Мэнгу-каана (цзюани 1, 2 и 3), а также жизнеописаний Джучи (цзюань 117), Субэдэя (цзюани 121 и 122), Исмаила (цзюань 120) и Мэнгусара (цзюань 124). Там же, в переводах извлечений из таких разделов «Юань ши» как «Таблицы», «Трактаты» и «Жизнеописания знаменитых», приведены разнообразные сведения о России, Восточной Европе, их народах и связанных с ними событий.